# Livia Nannini Costantini
Livia Nannini Costantini (Bolonya, vers 1680 - vers 1750) va ser una soprano italiana naturalitzada polonesa, anomenada La Polacchina, Virtuosa del rei de Polònia i Virtuosa de la Cort de Màntua.

## Biografia
D’aquesta cantant hi ha molt poca informació biogràfica. Sabem, però, que va néixer a Bolonya cap a 1680 i que l'any de la seva mort va ser ser cap a 1750.
La família era d'origen bolonyès, Livia era filla de Giovanni Nannini, una família aparentment relacionada d'alguna manera amb la Cort de Màntua i amb Margherita, potser també cantant; tenia dues germanes, la soprano Lucia Vittoria Nannini i la soprano Francesca Nannini i sembla que totes tres germanes eren conegudes amb el sobrenom de Le Polacchine, tant que hi ha una certa confusió entre els historiadors de música al respecte. Segons l'historiador italià Francesco Saverio Quadrio, fins i tot hi havia quatre cantants conegudes com Le Polacchine.

## Carrera
Tampoc hi ha notícies de la seva preparació musical: els inicis de la seva carrera van ser a Nàpols, on va obtenir els seus primers èxits. Hi ha notícies de la temporada de teatre napolità 1697-1698, recordades com a memorables, on el rei havia contractat nous cantants, inclosa Nannini. Des del 1700 fins al 1705 la seva carrera va ser intensa; en aquest període semblava establir-se particularment en el gènere còmic i va ser en aquests anys quan va conèixer i col·laborar amb alguns dels cantants més famosos de l'època, com Nicolò Grimaldi, anomenat Nicolini, Matteo Sassano, anomenat Matteuccio, Vittoria Tarquini, anomenada La Bombace, Maria Maddalena Musi, coneguda com la Mignatti, que serà la seva rival durant molt de temps, el famós castrato napolità Nicola Paris, conegut com Nicolino i el baix Giovanni Battista Cavana.
El 1697 era Virgínia a La Caduta de 'Decemviri, el 1698 Muzio Scevola, el 1700 interpretà Livio a Eraclea i cantà a Il Pastor di Corinto, totes dues obres d'Alessandro Scarlatti. A Nàpols, el 1702, va actuar a Tiberio imperatore Oriente i a Semiramide a Mòdena, on se li va dedicar un sonet en honor seu en senyal d'agraïment. Tornà de nou a Nàpols per interpretar el paper de Bellina a Il Più Fedel tra i vassalli d'Aldrovandini, el 1705.
El 1709 hi va haver un breu interludi en la seva intensa activitat, perquè Livia es va casar a Viena amb el famós actor Angelo Costantini, un intèrpret consolidat de la llavors naixent Commedia dell'arte. Per ell va ser el segon matrimoni.
El 1710 cantà a Gènova Gli amanti generosi de Francesco Mancini amb Nicolini i el 1713 actuà a Cassandra Indovina di Fago. El mateix any amb el seu company predilecte del gènere còmic, el baix Cavana, va actuar a Basilio, re d’Oriente de Nicola Porpora i va cantar els interludis còmics de Domenico Sarro inserits a Il Comando non inteso ed ubbidito d'Antonio Lotti al Teatro dei Fiorentini.

## Dresden
Algunes fonts indiquen que el 1716 es va traslladar a Madrid amb la companyia Costantini, però és més probable, segons d'altres, que se n’anés a Dresden, ttenint en compta que a Alemanya es reunien els millors cantants d’Europa en aquella època: Senesino, Santa Stella, Margherita Durastanti, Vittoria Tesi, Giuseppe Maria Boschi i Francesco Guicciardi, entre d'altres. El 1717 es va unir a aquesta companyia interpretant, entre altres obres, Gli odii delusi dal sangue i Vespetta a Giove in Argo de Lotti. La data oficial de la seva estada a Dresden és el 1718, segons els arxius. La Polacchina va romandre allà fins al 1720, quan es va dissoldre la companyia ja que els castrats Senesino i Berselli havien insultat el compositor Johann David Heinichen. El 1724 sembla que va tornar amb el seu marit a Verona, on va haver de sobreviure amb una pensió bastant baixa i, per tant, la seva estada a la ciutat no va durar gaire. En aquella èropca les seves inmterpretacions musicals havien madurat i havia demostrat ser capaç d’interpretar personatges dramàtics.

## Londres i Händel
Probablement va ser per aquest motiu que Händel la va contractar per a la temporada 1725-1726 de Londres. És possible que el compositor escoltés els Nannini cantar a Dresden el 1719. A Londres va trobar el seu company de Dresden Senesino i va cantar com Matilde a Ottone i el 12 de març de 1726 va ser una de les intèrprets de l'estrena de Scipione al King's Theatre de Londres amb Cuzzoni, el castrato Antonio Baldi i el baix Giuseppe Maria Boschi.